# Antigua Ocotepeque
Antigua Ocotepeque är en ort i Honduras.   Den ligger i departementet Departamento de Ocotepeque, i den västra delen av landet, 220 km väster om huvudstaden Tegucigalpa. Antigua Ocotepeque ligger 751 meter över havet och antalet invånare är 1 862.